# Eupithecia signigera
Eupithecia signigera är en fjärilsart som beskrevs av Butler 1879. Eupithecia signigera ingår i släktet Eupithecia och familjen mätare. Inga underarter finns listade i Catalogue of Life.